# Egernførde
Egernførde eller Egernfjord (tysk: Eckernförde; nedertysk (plattysk): Eckernföör; angelbomål Egelføhr eller Nystej≈Nysted) er en by i Sydslesvig med lidt over 23.000 indbyggere. Byen ligger halvvejs mellem Kiel i sydøst og Slesvig by i nordvest ved enden af Egernfjord og hører under den nordtyske delstat Slesvig-Holsten. En del af byens våbensymbol er et egern.
Egernførde opstod omkring år 1200 som fiskerleje. Op gennem århundrederne var området udsat for en række krigshandlingerne mellem de danske konger og de tyske herskere. Ligesom resten af Danmark var også Egernførde økonomisk presset i årene efter Napoleonskrigene i starten af 1800-tallet. I 1830 blev byen knyttet til det danske og tyske jernbanen og en ny opgangstid kunne begynde.
Byen har historisk været garnisionsby og militæret har altid været en vigtig arbejdsgiver og er det også i dag. Efter der blev etableret kurbad i 1831 og byen blev knyttet til jernbanenettet har turisme ligeledes spillet et stor rolle. Efter 2. Slesvigske krig skiftede byen over til at være tysk i stedet for dansk. Da byen ligger syd for hvor grænsen endte i 1920 er byen fortsat tysk.

## Navnet
Byens navn er første gang nævnt 1270 i formen Ekerenvordhe. Navnet er sandsynligvis afledt af den danske borg Egernborg (Ykærnæburgh), som er første gang dokumenteret i Kong Valdemars Jordebog 1231. Borgnavnets første led er dyrenavnet egern (fra oldnordisk ikorni). Den nærliggende landsby Borreby, der nu er indlemmet i Egernførde, fortæller endnu om den tidligere Egernborg. Efterleddet -førde, -fjord (på tysk förde) er afledt af fjord eller af det nedertyske ord vurt (vadested), som henviser til vadestedet gennem Vindeby Nors udløb i Egernførde Fjord (Egernfjord). Sidstnævnte teori menes at være mest sandsynlig. Det kan dog henvises til, at skrivemåden -fior(d) forekommer oftere i danske kilder fra det 16. årh. og senere, fx i Kancelliets Brevbog 29/9 1567 og 12/12 1623. Opfattelsen af sidste led som oprindelig -fjord kom allerede til orde hos H. N. A. Jensen og Johannes Kok. På dansk findes altså både varianter Egernførde og Egernfjord. På det lokale sønderjysk udtaltes navnet også som Ekelførd eller Egelføhr, overleveret er også Enkelfyer og Nystej, altså Nysted (i modsætning til den ældre by Slesvig).
Det kan henvises til, at der findes en nøjagtig parallel til det danske Egernborg i det engelske stednavn Aconbury i Herefordshire (1213 Akorne bir, 1218 Akornebury) af det til nordisk egern svarende oldengelske acweorna.

## Geografi
Egernførde er beliggende ved enden af Egernførde Fjord (også Egernfjord) ved den jyske østkyst i det sydøstlige Sydslesvig. Byen grænser op til landskaberne Svansø, Jernved og Hytten Bjerge. Mod vest skærer sig Vindeby Nor ind i byen med de to små udbugtninger Nørrehage (Norderhake) og Sønderhage (Süderhake). Der er planer, om ar genskabe forbindelsen mellem noret (Nørrehage) og fjorden (indehavn).
Byen opdeles i bydele og kvarterer Indre by i byens centrum, Borreby (Borby) med Fuglsang (Vogelsang), Louisebjerg (Louisenberg), Græsholt (Grasholz) og Carlshøj (Carlshöhe) i nord, Sandkro (Sandkrug), Sofiehøj (Sophienhöhe), Vindeby Mølle (Windebyer Mühle), Brosby, Domsland, Marienthal og Wilhelmsthal i syd.

## Historie

### Egernførde i middelalderens Danmark
Egernførde opstod omkring år 1200 som fiskerleje ved vadestedet mellem Egernførde Fjord og Vindeby Nor. Den omtales første gang i kong Valdemars Jordebog i 1231 som "Ykærnæburgh" (Egernborg). Formålet med oprettelsen af borgen kan have været at hindre fjender at komme længere mod nord i Jylland. Borgen lå på en banke nord for byen i den nuværende bydel Borreby (Borby) og var muligvis en del af Danevirkes østervold. I 1345 fik byen købstadsrettigheder. Egernførde udviklede sig til en lille købstad med søtrafik til de danske øer og Skåne.
I 1481 gav dronning Dorothea rendsborgerne privilegium på at købe korn og andre varer til eget behov i Kiel og Egernførde.

### Egernførde under hertugerne på Gottorp
Da Christian 3. i 1544 delte hertugdømmerne i en kongelig og hertugelig del, kom byen under Gottorperne. Under de store krige i 1400- og 1500-tallet og især under Trediveårskrigen udsattes byen for store ødelæggelser, og byen blev plyndret af kejserlige tropper. I 1600-tallet fulgte pesten, og størstedelen af byens indbyggere døde. På samme tid levede byens berømte billedskærere, Hans Gudewerdt den Ældre (1570-1640) og Hans Gudewerdt den Yngre (1600-1671).
Det ser ud til, at der i begyndelsen af 1600-tallet blev oprettet skibsbyggeri i byen: i 1619 omtales Pauwel Esckel, i 1624 Hans Jacobsen, i 1689 Thiess Hass fra Lütjenburg og i 1693 Claus Rehbehn fra Sønderborg. Også i begyndelsen af 1700-tallet fandt skibsbyggeri sted, især i Borreby, hvor mindst 7 skibsbyggere virkede, om ikke alle samtidigt.

### Store Nordiske Krig
Under Store Nordiske Krig blev byens skibsfart hårdt ramt: i 1721 var der 38 hjemmehørende skibe, de fleste ret små, idet kun 6 havde over 30 læster.

### Egernførde under den danske konge
Først i 1721 efter den Store Nordiske Krig forenedes de gottorpske dele af Sønderjylland igen med de kongelige dele. Men efter Københavns brand i 1728 var der et stort behov for teglsten til byens genopbygning, og en stor del heraf kom fra teglværkerne ved Flensborg Fjord, hvilken transport Egernførdes skibe deltog i.
Efter de mange krige udviklede byen sig igen til en større havneby med handel og søfart. Men i antal skibe kunne byen ikke konkurrere med søfartsbyer som Flensborg og Aabenraa. Ved siden af handel dreves fiskeri og landbrug. I 1700-tallet drev købmanden Christian Otte en omfattende rederivirksomhed. Hans sønner kom til stor velstand og etablerede en række virksomheder i Egernførde. De drev blandt andet en stor fajancefabrik (Egernførde Fajance), et spinderi og et farveri. Meget kendt var byens mørke øl, Kakabelle øl, som blev drukket ved det kongelige hof i København og på Gottorp Slot i Slesvig.

### Napoleonskrigene
Napoleonskrigene og det engelske bombardement af København i 1807 stoppede byens videre udvikling. I vinteren 1813/1814 rykkede allierede og svenske tropper ind i byen og plyndrede (kosakvinteren).

### 1800-tallet
Efter 1830 kom nye økonomiske impulser. Det sønderjyske vejnet blev moderniseret, og 1842 åbnedes en moderne chaussé mellem Kiel og Slesvig over Egernførde. Landboerne fik nu lettere adgang til byen, og Egernførdes erhvervsliv blomstrede igen. Egernførde eksporterede nu røget fisk (brislinger) til Kiel, hvorfra den blev videresendt med jernbane til hele Tyskland under navnet Kieler Sprotte. Nord for byen i Borreby opførtes i 1833 en af de første badeanstalter i Slesvig.
Under Treårskrigen den 5. april 1849 var fjorden foran byen skueplads for et alvorligt tilbageslag for den danske flåde den 5. april 1849. Linjeskibet Christian VIII og fregatten Gefion var uklogt løbet ind i fjorden, hvor manøvremulighederne var begrænsede. Efter at være kommet i kamp med de tyske kystbatterier sprang Christian VIII i luften, og Gefion blev ødelagt (se Slaget i Egernførde Fjord).
Befolkningsudvikling: i 1769 2.091 indbyggere, i 1803 2.921 indbyggere, i 1835 3.908, i 1840 4.058, i 1845 3.817, i 1855 3.931 og i 1860 4.325 indbyggere.

### Under preussisk styre
I 1867, da hertugdømmet Slesvig var kommet under preussisk styre, oprettedes landskredsen Egernførde (svarende til et dansk amt). Kredsen bestod indtil kredsreformen i 1970, da Egernførde og Rendsborg kredse samledes i én kreds. I 1872 blev byen ramt af en stor stormflodskatastrofe, der ødelagde store områder i det nordlige Tyskland og det sydlige Danmark. Meget vand var presset ind i fjorden, og store dele af byen stod under vand.
I 1881 åbnedes jernbanen fra Flensborg over Egernførde til Kiel. Stationen blev bygget vest for den gamle bykerne.
I december 1949 blev byens danske skole åbnet. Den fik navn efter Jes Kruse, født 1805 i Egernførde og formand og oldermand i Sankt Knudsgildet.

## Politik
Borgmesteren er Iris Ploog (SPD). Egernførdes/Egernfjords byråd (Ratsversammlung) består af 34 medlemmer.
Ved seneste kommunalvalg i maj 2023 fik byrådet følgende fordeling . Valgdeltagelse i Egernførde by lå på 47,7 %.
|  | Parti     | Procent | Mandater |
|  | --------- | ------- | -------- |
|  | SPD       | 30,7 %  | 11       |
|  | CDU       | 22,9 %  | 7        |
|  | SSW       | 16,7 %  | 6        |
|  | De Grønne | 15,5 %  | 5        |
|  | AfD       | 7,9 %   | 3        |
|  | FDP       | 6,4 %   | 2        |

## Kultur og seværdigheder
Midt i Egernførdes centrum ligger byens nye og gamle rådhus fra 1500-tallet og Sankt Nikolaj Kirke. Det gamle rådhus med den bueformede gennemgang til kirkepladsen var i brug indtil 1984. I dag bruges bygningen som bymuseum. Museet har udstillinger om fiskeriet, røgeriet og vekslende kunstudstillinger samt en udstilling om det katastrofale slag i Egernførde Fjord i 1849. På rådhuspladsen foregår det ugentlige grønttorv, og ofte anvendes pladsen til koncerter eller andre arrangementer. Lige ved rådhuset og kirken ligger byens idylliske gågade. Stadthalle fra 1971 rummer byens koncertsal, restaurant, turistinformation og bibliotek. Egernførdes danske bibliotek befinder sig i Jes-Kruse Skolen.
En lille træbro fører fra den gamle by over til Borreby, hvor den højt beliggende Borreby Kirke ligger. Den romanske kirke er fra 1100-tallet og blev efter jysk skik bygget op af store kvadersten. Byens danske kirke ligger også i Borreby.
Ved begyndelsen af den over 2 km lange strandpromenade ligger OstseeInfoZentrum (ØstersøInfoCenter) med sit saltvandsakvarium og udstillinger om Østersøens geologi, dyre- og planteliv. Tæt ved stranden findes også en række mindesmærker for de faldne fra begge sider i 1. Slesvigske krig i 1848-50. Den gamle kanon og galionsfiguren fra skibet Gefion minder om Slaget i Egernførde Fjord den 5. april 1849.
Hvert år i juni arrangerer byens sejlklub den såkaldte åleregatta (Aalregatta), en kapsejlads mellem Egernførde og Kiel.
Hvert år i august fejrer byen folkefesten piratspektakel (Piratenspektakel), hvor hele byen i en weekend står i piratens tegn.

## Uddannelse
I Egernførde findes flere tyske grundskoler samt et tysk gymnasium (Jungmannschule) og en tysk fællesskole (Peter-Ustinov-Schule). Ud over de tyske skoler huser byen også en dansk folkeskole (Jes-Kruse Skolen). Desuden findes forskellige erhvervsuddannelser. Allerede i 1791 fik byen sin første skoleordning, og i det kendte Christians-Plejehus blev dengang undervist 120 drenge og piger. I 1858 oprettedes et lærerseminarium i byen.

## Økonomi
Byens største arbejdsgiver er det tyske militær. Byen har været garnisonsby og marinebase med flere anlæg ved fjorden allerede siden 1912. Blandt byens større industrivirksomheder er J. P. Sauer & Sohns geværfabrik med ca. 330 ansatte. I byen produceres også Behns snaps Küstennebel (på dansk kysttåge).
Fiskeriet, der engang hørte til byens hovederhverv, er stærkt reduceret. I dag har kun få fiskerbåde hjemsted i havnen. Fiskerne boede dengang i små huse med baggårde i Kattsund og Fiskergade. I dag er mange af bygningerne nænsomt restaureret.
Efter at Borby var blevet kurbad i 1831, udviklede turismen sig til at blive en vigtig erhvervsgren for byen.

## Galleri
- Egernførde fyr
- Bro ved havnen
- Byhavn
- Egernførde strand
- Egernførde museum (det gamle rådhus)
- Medborgerhuset
- Egernførde gågade
- Preußermonument
- Galionsfigur fra fregatten Gefion